# Parkoszewo
Parkoszewo (do 1945 r. niem. Perkau) – osada w Polsce położona w województwie warmińsko-mazurskim, w powiecie bartoszyckim, w gminie Bartoszyce. W latach 1975–1998 miejscowość administracyjnie należała do województwa olsztyńskiego.
W pobliżu wsi znajduje się wzniesienie nazywane dawniej Pienasselberg i uważane było za pozostałość po grodzisku Prusów.

## Historia
Szkoła we wsi powstała już w XVIII w. W 1889 r. Parkoszewo było majątkiem szlacheckim, który wraz z folwarkiem Gajek obejmował 613 ha ziemi. W wieku XIX i na początku wieku XX majątek był w posiadaniu rodziny von Bannasch (wywodzącej się ze szlachty kaszubskiej Banasiów). W 1935 r. w tutejszej szkle zatrudnionych było dwóch nauczycieli i uczyło się 95 uczniów. W 1939 r. we wsi mieszkało 613 osób.
Po II wojnie światowej, z budynków o wartości zabytkowej, we wsi zachowała się kuźnia i stajnia. W 1949 r. przeniesiono dzieci ze szkoły w Parkoszewie do szkoły w Gulkajmach. W 1983 r. w Parkoszewie był PGR. We wsi było 12 domów ze 160 mieszkańcami oraz punkt biblioteczny, świetlica i klub.